# San Miguel de El Faique
San Miguel de El Faique es un pueblo peruano, capital del distrito homónimo perteneciente a la provincia de Huancabamba del departamento de Piura, al norte del Perú. 

## Ubicación
San Miguel de El Faique se ubica al oeste de la provincia de Huancabamba, en el distrito homónimo, en el departamento de Piura.

## Demografía
En 2017 San Miguel de El Faique tenía una población de 1107 habitantes.
| Gráfica de evolución demográfica de San Miguel de El Faique entre 1993 y 2017 |
|                                                                               |
| Fuentes: Población 1993 y 2017                                                |